# Wielkie Lniska
Wielkie Lniska – osada w Polsce, położona w województwie kujawsko-pomorskim, w powiecie grudziądzkim, w gminie Grudziądz, w pobliżu jeziora o tej samej nazwie.

## Podział administracyjny
W latach 1975–1998 miejscowość administracyjnie należała do województwa toruńskiego.

## Demografia
Według Narodowego Spisu Powszechnego (III 2011 r.) wieś liczyła 573 mieszkańców. Jest siódmą co do wielkości miejscowością gminy Grudziądz.

## Zabytki
Według rejestru zabytków NID na listę zabytków wpisane są:
- park dworski, pocz. XX w., nr rej.: A/299 z 24.11.1986
- fort grupowy Wielka Księża Góra (17 obiektów), 1890–1914, nr rej.: A/709/1-17 z 4.12.1998.

## Obiekty sakralne
W Wielkich Lniskach znajduje się kościół pw. Najświętszej Marii Panny, Królowej Pokoju. Kościół ten, wybudowany został w 1994 wspólnymi siłami mieszkańców i pod okiem byłego proboszcza, ks. Kamińskiego. Święcenie kaplicy odbyło się 15 sierpnia 1994.

## Zabudowa
Obok pojedynczych domów i zabudowań gospodarskich, znajduje się tu także skupisko czterech bloków mieszkalnych.

## Komunikacja publiczna
Komunikację do wsi zapewniają linie autobusowe Powiatowego Transportu Publicznego.

## Lądowisko śmigłowców
We wsi znajduje się prywatne lądowisko dla śmigłowców.